# Nevadocoris becki
Nevadocoris becki är en insektsart som beskrevs av Knight 1968. Nevadocoris becki ingår i släktet Nevadocoris och familjen ängsskinnbaggar. Inga underarter finns listade i Catalogue of Life.